# Saab B-motor
Saab B-motor är en vidareutveckling av den motor företaget utvecklade i samarbete med Triumph och som även satt i deras bilmodell Triumph Dolomite.
B-motorn lanserades 1972 i Saab 99 och ersatte då de tidigare motorer på 1,7 l. och 1,85 l. som tillverkades i England av Triumph.
Den nya svenskkonstruerade B-motorn på 2 l. (1,985 l.) tillverkades i Södertälje och kallas därför ofta "Scaniamotorn".
B-motorn ersattes 1981 av den uppdaterade H-motorn som följde med in i Saab 9000 och Saab 9-5 och tillverkades av Saab fram till 2009.

## Historia
Redan på tidigt 1960-tal påbörjade Rolf Mellde, Per Gillbrand och Karl Rosenqvist, tillsammans med det brittiska konsultföretaget Ricardo arbetet med att ta fram en 1,2-liters motor till den kommande större modell som Saab påbörjat planera.
Saab insåg under arbetets gång att det var både för riskfyllt och dyrt att ta fram en egen motor. Ricardo kände till att brittiska Triumph arbetade på en liknande motor och förmedlade kontakt med dem och man kom överens att gemensamt utveckla motorn som kom att kallas "Triumph slant-four engine", dvs. en lutande fyrcylindrig motor.
Triumph förband sig att tillverka 50 000 motorer om året till Saabs nya modell Saab 99 och man fick ensamrätt att använda denna motor de första åren. 
Motorn från Triumph var till en början på 1,7 l. men ökade snart till 1,85 l. Ganska snart påbörjades diskussioner på Saab om framtida motorstrategi. Motorn från Triumph ansågs modern, men det fanns en hel del kvalitetsproblem, med bland annat topplocksbultar som gick av och motorns klena frihjulskonstruktion. Dessutom hade motorn klara effektbegränsningar, varför man tog beslutet att flytta hem motortillverkningen för Saab 99 till Södertälje. Samtidigt som man konstruerade om motorn och åtgärdade många av dessa barnsjukdomar, ökade man cylindervolymen till 2 liter (1,985 l.). Den nya motorn fick namnet Saab B-motor.
Enligt uppgift skall en pressrelease från 1970 uppge att konstruktionen av motorn var ett samarbete mellan British Leyland (som ägde Triumph) och Saab och att det redan 1969 var planerat att senare producera motorerna i Sverige .

## Motorkonstruktion
En hel del av grunddesignen ärvdes från Triumphmotorn, såsom cylinderavståndet, lagerplaceringen, motorblock av gjutjärn, cylindrar lutade 45 ° och en slaglängd på 78 mm behölls. Däremot ökades cylinderdiametern till 90 mm, topplocket fick större ventiler och förstorade inlopp, ny form på förbränningskamrarna och kamaxellagring för bättre smörjning.
Saab 99 fanns från och med 1970 års modell såväl med en- som dubbelförgasare samt i en version med bränsleinsprutning och dessa versioner fanns också tillgängliga av den nya B-motorn.
Kompressionsförhållandet i de tidigaste B-motorerna reducerades till 8,7:1 jämfört med 9,0:1 för Triumphmotorn, trots högre effektuttag i den nya motorn. Man behöll även den ovanliga vattenpumpen, där pumphjulet med lager, tätningar och pumphjul låg inne i blocket. Visserligen förbättrades tätningens konstruktion, men vattenpumpen var frostkänslig och en svag länk i en annars väldigt pålitlig motor.
Den tidiga B-motorn var en av två, (den andra var Honda CVCC), som kunde uppfylla de stränga utsläppskrav som Kalifornien ställde för 1975, utan att hjälp av en katalysator.

## Saab Turbo
1978 introducerade Saab en turboladdad version av B-motorn i Saab 99. En nyckelmedlem i teamet som utvecklade turbomotorn var Per Gillbrand, som fick smeknamnet Turbo-Pelle. Kända namn i teamet som jobbade med utvecklingen av turbon, var förutom Gillbrand, Rolf Mellde och Bengt Gadfelt, som kom från Scania där han arbetat med turboladdning av Scanias lastbilar, samt engelsmannen Geoffrey Kershaw.
Saabs prioriterade vridmoment snarare än maximal effekt och den turboladdade B-motorn skilde sig från tidigare turbomotorer genom att man använde ett litet turboaggregat med snabb respons som gav högt vridmoment vid lägre varvtal och även en wastegateventil som öppnas när turbotrycket blir högt och strömmen av avgaser som driver turbon leds förbi turbon så att trycket inte blir för högt. Saab var först ut med detta 1977 och deras motor fick en bred och användbar vridmomentkurva. Effekten var 23% över förgasarversionen, medan vridmomentet steg 45%. Idag har alla biltillverkare turbo på en stor del av sitt modellprogram.
Den turboladdade B-motorn hade lägre kompression (7,5:1), speciella kolvar och natriumfyllda avgasventiler, en uppdaterad kamaxel, oljekylare och ett Garrett AiResearch T3 turboaggregat med oljekylda lager och den ovan nämnda yttre wastegaten.
B-motorn i turboutförande fanns både i Saab 99 och 900.

## Varianter av B-motorn
| Kompression       | Bränslesystem                              | Effekt                              | Vridmoment                          | Årsmodeller            |
| ----------------- | ------------------------------------------ | ----------------------------------- | ----------------------------------- | ---------------------- |
| 8,7:1 9,2:1 9,5:1 | Zenith-Stromberg 175 CD enkelförgasare     | 95 hp @ 5200 rpm 100 hp @ 5200 rpm  | 157 Nm @ 3500 rpm 162 Nm @ 3500 rpm | 1972 - 1974 1975- 1981 |
| 9,2:1             | Zenith-Stromberg 150 CD-25 dubbelförgasare | 108 hp @ 5200 rpm                   | 164 Nm @ 3300 rpm                   | 1976 - 1980            |
| 8,7:1 9,2:1       | Bosch D-Jetronic Bosch CI mechanical FI    | 110 hp @ 5500 rpm 118 hp @ 5000 rpm | 167 Nm @ 3700 rpm                   | 1972 - 1974 1975- 1981 |
| 7,2:1             | Turbocharged, Bosch CI mechanical FI       | 145 hp @ 5000 rpm                   | 174 Nm @ 3500 rpm                   | 1977 - 1981            |